# Bramberge (Ölfeld)
Das Ölfeld Bramberge ist eines der größten deutschen Ölfelder. Es befindet sich im Bereich des Dorfes Osterbrock der Gemeinde Geeste mitten im Emsland.
Mit einer jährlichen Förderung von 71.719 t (2017) befindet es sich an 6. Stelle der förderstärksten Ölfelder in Deutschland. Der Ölförderbetriebshof befindet sich an der Klosterholter Straße in Osterbrock. Die Förderbohrungen sind rund um und im Dorf zu finden und gehören für die Bevölkerung mittlerweile zum Alltag. Zeitweise war das Feld das Produktionsstärkste (bezogen auf die Fördermenge) in ganz Deutschland.

## Das Ölfeld
Die Erschließung des Ölfeldes begann erst im Jahre 1958, was für die Emslandfelder relativ spät ist, und dauert zum Teil bis heute an. Das Feld wird häufig auch als Idealfall einer Fazieslagerstätte genannt, das Erdöl befindet sich noch im Gestein, welches es gebildet hat und ist nicht in andere Gesteine aufgestiegen.
Die Lagerstätte befindet sich in einer Tiefe von 980 m bis 580 m unter dem Meeresspiegel. Mit einer Mächtigkeit von bis zu 50 m und einer Durchschnittsmächtigkeit von 28 m der ölhaltigen Schichten steigen sie von Westen nach Osten hin auf, was den großen Tiefensprung von 400 m erklärt. Nach oben hin ist die Lagerstätte durch dichte Tonschichten abgeschlossen und absolut gas- und wasserdicht.
Bereits seit 1961 wurde mittels Wasserinjektion und seit 1972 mit Gasliftförderung die Förderung unterstützt.
Das geförderte Öl wird mit einer Pipeline, die entlang des Dortmund-Ems-Kanals verläuft, zur wenige Kilometer entfernten Erdöl-Raffinerie Emsland gepumpt und dort verarbeitet.
Das Erdöl-Erdgas-Museum Twist besitzt zahlreiche Anschauungsobjekte, die von dort stammen oder über das Ölfeld erzählen.
Am Abend des 23. September 2014 ereignete sich in der Nähe von Osterbrock bei Instandhaltungsarbeiten an einer Bohrung eine Gasexplosion. Vier Arbeiter erlitten dabei schwere Brandverletzungen, einer der Arbeiter erlag Wochen später seinen Verletzungen.

## Förderung
Die Ölfeld Bramberge erbrachte folgende Fördermengen Erdöl und Kondensat:
| Jahr | Förderung in Tonnen | Kumulativ Erdöl (t) |
| ---- | ------------------- | ------------------- |
| 1960 | 101.843             | 132.137             |
| 1965 | 506.536             | 1.900.658           |
| 1970 | 812.723             | 5.444.407           |
| 1980 | 462.982             | 11.885.652          |
| 1990 | 270.151             | 15.091.185          |
| 1995 | 265.259             | 16.352.531          |
| 1996 | 247.196             | 16.599.728          |
| 1997 | 258.684             | 16.858.412          |
| 1998 | 270.666             | 17.129.078          |
| 1999 | 267.036             | 17.396.114          |

| Jahr | Förderung in Tonnen | Kumulativ Erdöl (t) |
| ---- | ------------------- | ------------------- |
| 2000 | 267.556             | 17.663.670          |
| 2001 | 247.803             | 17.911.472          |
| 2002 | 223.213             | 18.134.685          |
| 2003 | 199.790             | 18.334.475          |
| 2004 | 197.133             | 18.531.608          |
| 2005 | 179.314             | 18.710.922          |
| 2006 | 166.574             | 18.877.496          |
| 2007 | 151.986             | 19 029 482          |
| 2008 | 138.229             | 19.167.711          |
| 2009 | 127.155             | 19.294.930          |

| Jahr | Förderung in Tonnen | Kumulativ Erdöl (t) |
| ---- | ------------------- | ------------------- |
| 2010 | 120.058             | 19.414.731          |
| 2011 | 114.554             | 19.529.285          |
| 2012 | 105.335             | 19.634.620          |
| 2013 | 96.993              | 19.731.613          |
| 2014 | 90.241              | 19.821.854          |
| 2015 | 79.897              | 19.901.750          |
| 2016 | 77.455              | 19.979.205          |
| 2017 | 71.719              | 20.050.925          |